# آرلین گالانکا
آرلین گالانکا (زادهٔ ۲۳ ژانویهٔ ۱۹۳۶ – درگذشتهٔ ۳۱ مهٔ ۲۰۲۱) بازیگر اهل ایالات متحده آمریکا بود.
از فیلم‌ها یا برنامه‌های تلویزیونی که وی در آن نقش داشت، می‌توان به طناب اعدام، می‌بری آر. اف. دی، عشق با بیگانه کامل، پنلوپه، به عصر سختی‌ها خوش آمدید، فرودگاه ۷۷، آخرین زوج آمریکا و اندی گریفیت شو اشاره کرد.